# Lijst van voetbalinterlands Azerbeidzjan - Zwitserland
Deze lijst van voetbalinterlands is een overzicht van alle officiële voetbalwedstrijden tussen de nationale teams van Azerbeidzjan en Zwitserland. De landen speelden tot op heden twee keer tegen elkaar. De eerste ontmoeting, een kwalificatiewedstrijd voor het Wereldkampioenschap voetbal 1998, werd gespeeld in Bakoe op 31 augustus 1996. Het laatste duel, de returnwedstrijd in dezelfde kwalificatiereeks, vond plaats op 11 oktober 1997 in Zürich.

## Wedstrijden
| № | Plaats | Datum            | Competitie           | Wedstrijd                  | Uitslag |
| - | ------ | ---------------- | -------------------- | -------------------------- | ------- |
| 1 | Bakoe  | 31 augustus 1996 | WK 1998 kwalificatie | Azerbeidzjan – Zwitserland | 1 – 0   |
| 2 | Zürich | 11 oktober 1997  | WK 1998 kwalificatie | Zwitserland – Azerbeidzjan | 5 – 0   |

## Samenvatting
| Competitie      | Totaal gespeeld | Winst Azerbeidzjan | Gelijk | Winst Zwitserland | Doelsaldo Azerbeidzjan – Zwitserland |
| --------------- | --------------- | ------------------ | ------ | ----------------- | ------------------------------------ |
| WK-kwalificatie | 2               | 1                  | 0      | 1                 | 1 − 5                                |
| Totaal          | 2               | 1                  | 0      | 1                 | 1 − 5                                |

Wedstrijden bepaald door strafschoppen worden, in lijn met de FIFA, als een gelijkspel gerekend.

## Details

### Eerste ontmoeting
| WK 1998 kwalificatie (Bakoe, Azerbeidzjan, 31 augustus 1996): |       |             |
| Azerbeidzjan                                                  | 1 – 0 | Zwitserland |
| Vidadi Rzayev 26'                                             | goals |             |

### Tweede ontmoeting
| WK 1998 kwalificatie (Zürich, Zwitserland, 11 oktober 1997):                                                              |       |              |
| Zwitserland | 5 – 0 | Azerbeidzjan |
| Kubilay Türkyilmaz 13' Kubilay Türkyilmaz 23' (pen.) Murat Yakin 43' Stéphane Chapuisat 51' Kubilay Türkyilmaz 69' (pen.) | goals |              |